# Martin Lehnert (Maler)
Martin Lehnert (* 9. Mai 1919 in Erdmannsdorf; † 13. Dezember 2012 in Bernau bei Berlin) war ein deutscher Maler und Grafiker.

## Biographie
Lehnert besuchte von 1935 bis 1937 die Abendschule im Zeichnen und nahm Privatunterricht im Malen beim akademischen Maler Wolf. Ein Studium der Malerei blieb ihm durch die Kriegsjahre versagt. Von 1949 bis 1951 besuchte er weitere Abendkurse im Zeichnen. Auf dem Weg nach Dresden wurde er 1956 in Radeberg sesshaft. Seit 1952 war er dort als freischaffender Künstler tätig. Lehnert war bis 1990 Mitglied des Verbands Bildender Künstler der DDR. 
Wenige Tage vor seinem 90. Geburtstag wurde Lehnert mit der Ehrenurkunde der Stadt Radeberg ausgezeichnet.

## Werk
Martin Lehnert hat ein umfangreiches künstlerisches Werk hinterlassen. In seinem Schaffen haben neben Malerei vor allem grafische Arbeiten, und hier insbesondere die Monotypie, breiten Raum eingenommen. Aber auch Arbeiten in Öl, Tempera, Aquarell, Pastell, Plakatfarbe und Kohlezeichnungen sind vertreten.
Künstlerisch beeinflusst wurde er durch die Dresdner Schule, das Schaffen von Bernhard Kretzschmar und Paul Wilhelm, aber auch Elemente der Neuen Sachlichkeit, des Expressionismus und des Surrealismus fanden Eingang in seine Bildwelt. Frühere Stillleben sind vom Geist Morandis beseelt. In anderen Arbeiten findet man Anklänge an die märchenhafte Darstellungsweise und Farbgebung Chagalls.

„Und dennoch können diese stilistischen Verweise keineswegs klärend wirken. Die künstlerische Handschrift Martin Lehnerts bewahrt Eigenständigkeit außerhalb gewöhnlicher Klassifizierungen. Die Bildaussagen selbst stecken voller gesellschaftlicher Anspielungen. Partnerschaftliches Aufeinanderangewiesensein spielt eine große Rolle. Er reflektiert über Jugend und Alter, erträumt poetische Konstellationen, beobachtet und hinterfragt Verhaltensweisen und Klischeevorstellungen in verschlüsselter Form. Die Titel geben dem Betrachter die Schlüssel für die metaphorische Bilderzählung mit auf den Weg. Die Kunst von Martin Lehnert lebt von erzählerischen Details, die moralisierend wirken, ohne didaktisch zu sein und die poetische Strahlkraft zu verlieren. Trotz visionärer Härte ist die Tendenz zu harmonischem Ausgleich unterschwellig immer vorhanden.“

## Ausstellungen
Ab 1954 hat der Künstler an diversen Ausstellungen mit seinen Werken teilgenommen, z. B. in
- Dresden Vierte Deutsche Kunstausstellung 1958/1959 (mit dem Tafelbild „Südliche Landschaft“)[2][3]
- Dresden, Bezirkskunstausstellungen 1972 und 1974

- Augustusburg/Erzgebirge
- Mittelsächsische Kunstausstellung Chemnitz
- Kunsthandlung Kühl in Dresden
- Moritzburg
- Bautzen
- Warnemünde
- Bernburg
- Neckargemünd
- Radeberg
- Pulsnitz
- Schloss Wittgenstein